# Orchideewortelvlieg
De orchideewortelvlieg (Chyliza vittata) is een vliegensoort uit de familie van de wortelvliegen (Psilidae). De wetenschappelijke naam van de soort is voor het eerst geldig gepubliceerd in 1826 door Meigen.